# P/B Frankopan
P/B Frankopan, hrvatski militarizirani parobrod, pomoćni krstaš Poznat kao brod koji je među prvima zaplovio pod hrvatskom zastavom.
Padom Austro-Ugarske Monarhije, mladi časnik Gracija Bilafer preuzeo zapovjedništvo Frankopana gdje je istaknuo hrvatsku zastavu. Bio je to prvi brod u Trstu pod hrvatskom zastavom. Nakon proglašenja Države SHS, 29. listopada 1918. je s tim brodom na čelu konvoja od ukupno četiri broda isplovio iz Trsta u Rijeku. Na krmi je istaknuo hrvatsku zastavu, a na jarbolima srpsku (pramčanom) i slovensku (krmenom). Kad je stigao u Rijeku, prijavio se mjesnom Narodnom vijeću, a posade brodova istom su tijelu položile prisegu. Bilaferov je brod Frankopan dočekao savezničku flotu. Poslije je sudjelovao u poslovima Narodnog vijeća Rijeke kad se preuzimalo civilnu i vojnu vlast od Mađara. Italija je uskoro okupirala Rijeku i na njegovom je brodu maknuta hrvatska zastava.